# Бешуйська залізниця
Бешуйська залізниця (крим. Beşüy demiryol) — вузькоколійна залізниця, що існувала на Кримському півострові у 1920—1950 роках. Проходила від вугільних копалень на схилі гори Бешуй (село Шахти/Чаїр, тепер територія Кримського природного заповідника, трохи далі с. Верхоріччя) уздовж річки Кача до станції Сюрень (зараз «Сирень»). Довжина 20 кілометрів. Розібрана в 1950 році.
Залізнична гілка«Сюрень» — «Пачаджи» — «Коуш» — «Копі» (Копальні, с. Шахти)

## Історія
Ще в 1919 при уряді Сулькевича біля гори Бешуй розпочали видобуток бурого вугілля та мінералу гагат. Хоча вугілля звідси було невисокої якості, це було єдине в Криму місце, де були його поклади, а в умовах громадянської війни потрібно було зміцнити незалежність економіки півострова. Збільшити обсяг видобутку допомогла залізниця, яку побудували за наказом барона Врангеля в 1920 році. Хоча тоді добудувати залізницю до кінця не встигли, навіть недобудована дільниця колії дозволила налагодити постачання вугілля на флот. У вересні повстанський загін більшовиків підірвав підіймач на копальні, відтоді залізниця втратила значення для війська Врангеля.
Після завершення громадянської війни залізницю добудували більшовики. Під час окупації півострова нацистами у Другу світову залізниця не працювала. Вже після війни на короткий час її функціонування відновилося, а вже у 1949 копальні закрили, і 1950 року залізницю розібрали.

## Галерея

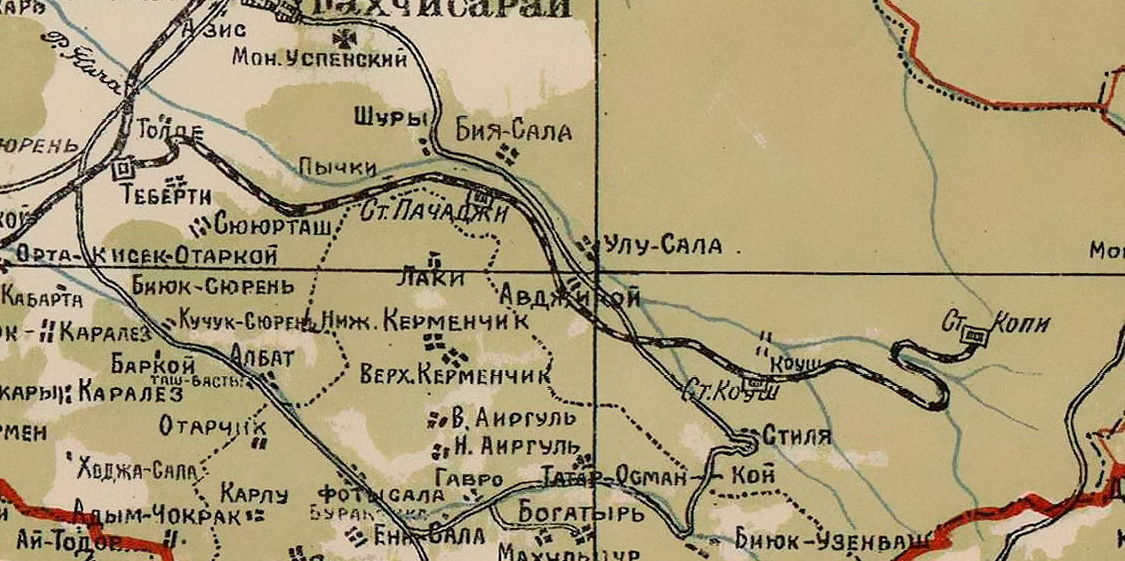
залізниця на карті 1922 року
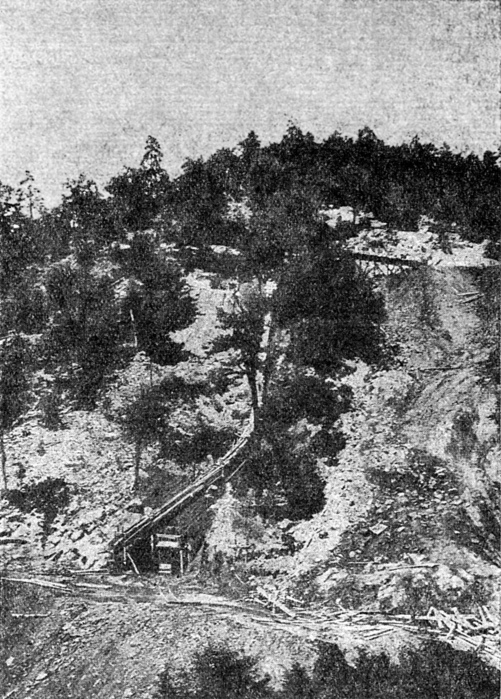
Бешуйська шахта у 1920